# Grand Unification
Grand Unification es el primer álbum de estudio de la banda británica de post-hardcore Fightstar. Fue lanzado el 13 de marzo de 2006 a través de Island Records y fue producido por Colin Richardson. Este álbum esta basado en la franquicia Neon Genesis Evangelion, y se considera un álbum conceptual. La portada, dibujada digitalmente por Daniel Conway, retrata escenas similares a las de las ciudades en ruinas de Evangelion. También se cree que la portada está inspirada en la canción "Grand Unification Part 2", ya que la letra "hold my hand until the waves come" (Agárrame de la mano hasta que lleguen las olas) muestra a dos personas tomadas de la mano esperando lo que parece ser un diluvio. La letra gira en torno a la crítica social sobre el fin del mundo, mientras que el título del álbum hace referencia al Human Instrumentality Project.
El álbum fue precedido por los sencillos "Paint Your Target" y "Grand Unification Pt. I", el álbum debutó en el puesto número veintiocho de la lista de álbumes del Reino Unido y recibió críticas positivas. Se lanzaron dos sencillos más del álbum, "Waste a Moment" y "Hazy Eyes"; el álbum se lanzó más de un año después en Norteamérica a través de Trustkill Records.

## Antecedentes y grabación
Tras el lanzamiento y la promoción de su primer EP They Liked You Better When You Were Dead (2005), la banda fue contactada por su representante para preguntarles a quién querían que produjera su primer álbum. Solicitaron a Colin Richardson, y aunque inicialmente se mostraron escépticos sobre sus posibilidades, Richardson aceptó colaborar después de enviarle demos al productor. La banda explicó: «Como productor, la forma en que hace que todo suene, la maestría sonora de lo que hace en el género, es perfecta. La producción por sí sola es alucinante, sin mencionar la música. Le enviamos las demos y nuestro EP, y nos respondió en una semana aproximadamente. Es un sueño hecho realidad».
La banda entró en estudios en el oeste de Londres y Surrey con Richardson en octubre de 2005. Richardson, quien previamente había producido álbumes para grupos como Funeral for a Friend, Machine Head y Fear Factory, fue particularmente meticuloso durante la preproducción, dedicándose cinco días solo a afinar la batería. Sin embargo, una vez iniciada la grabación, elogió a la banda por su "gran concentración" y por la "gran emoción que había porque nadie sabía qué esperar". La propia banda se refirió a las sesiones como "búsquedas de sonido", detallando que habían estado experimentando con los diferentes amplificadores disponibles, incluyendo los prestados por amigos. El bajista Dan Haigh explicó: "Actualmente estamos en una misión para lograr los sonidos de guitarra más pesados posibles. Tenemos amplificadores que aparecieron en discos de Carcass, Arch Enemy y SikTh, así que tenemos una rica historia del metal a nuestra disposición".
La banda ha declarado que, al comenzar la grabación, no querían producir un "disco post-hardcore típico". El líder y coletrista Charlie Simpson explicó: "Hay una introducción instrumental post-rock y una canción con piano. Recorre todos estos sonidos diferentes, pero se mantiene fiel a nuestro estilo". Simpson también explicó que la banda disfruta de un cambio de dinámica, pasando a menudo de un estilo pesado y agresivo a pasajes suaves y tranquilos durante la misma canción. Al describir la evolución del sonido desde su primer EP, la banda afirmó que Grand Unification es mucho más grandioso, tanto en cuanto a canciones como a producción.

## Concepto y letra
Grand Unification es un álbum conceptual, influenciado y basado en la serie de anime Neon Genesis Evangelion. La letra se inspira libremente en las experiencias personales de los letristas Charlie Simpson y Alex Westaway, pero el concepto básico gira en torno a dos personas que experimentan los últimos días de vida antes del fin del mundo. Westaway ha explicado: «Hay relaciones y experiencias reales, pero el concepto básico trata sobre dos personas que experimentan los últimos días de vida tal como los conocen antes del fin del mundo. Neon Genesis y demás. Pertenece a la serie de manga Evangelion, que trata sobre ángeles que bajan del cielo para exterminar a la humanidad. Se relaciona con ese mismo sentimiento: que solo los elegidos sobreviven y que el mundo se convierte en un lugar mejor después».
El álbum comienza con el sueño y termina con el despertar, retratando los eventos posteriores que ocurren en un estado onírico. La banda ha declarado que, debido a esto, tuvieron mayor autonomía en las letras, mientras que la ética de los temas se relaciona con la actualidad. El sencillo "Waste a Moment" se compuso sobre los atentados de Londres de 2005, que en el contexto del álbum se narran desde una perspectiva personal, aunque en un entorno surrealista. Sin embargo, la banda ha admitido que el concepto no fue la idea inicial. A pesar de que la letra de "Lost Like Tears in Rain" giraba en torno a la historia de Evangelion, la banda solo se dio cuenta de las conexiones entre las canciones hacia el final de la grabación. El tema "Lost Like Tears in Rain" incluye el verso "It's Neon Genesis" para apoyar el interés de la banda en la serie de anime. Simpson explicó: "Empieza con 'To Sleep' y termina con 'Wake Up', así que siguió un ciclo muy amplio. Nunca tuvimos esa intención hasta que vimos el álbum y pensamos: 'Mierda, funciona así'. Es la única forma en que lo habría hecho. No me habría gustado sentarme y pensar: 'Escribamos un disco conceptual'. Solo estaba contento porque evolucionó de forma natural".

## Lista de canciones
Todas las canciones escritas y compuestas por Fightstar. 
| N.º   | Título                                               | Duración |  |
| 1.    | «To Sleep»                                           | 1:38     |  |
| 2.    | «Grand Unification Pt. 1»                            | 3:19     |  |
| 3.    | «Waste a Moment»                                     | 3:39     |  |
| 4.    | «Sleep Well Tonight»                                 | 4:15     |  |
| 5.    | «Paint Your Target»                                  | 3:18     |  |
| 6.    | «Build An Army»                                      | 4:03     |  |
| 7.    | «Here Again (Last Conversation)»                     | 3:16     |  |
| 8.    | «Lost Like Tears In Rain»                            | 4:02     |  |
| 9.    | «Open Your Eyes»                                     | 4:09     |  |
| 10.   | «Mono»                                               | 6:26     |  |
| 11.   | «Hazy Eyes»                                          | 3:15     |  |
| 12.   | «Grand Unification Pt. 2» (Narration by Larry Smarr) | 3:58     |  |
| 13.   | «Wake Up»                                            | 4:38     |  |
| 49:36 |                                                      |          |  |

## Posicionamiento en lista
| Lista (2006)                | Mejor posicion |
| --------------------------- | -------------- |
| Irish Albums Chart (IRMA)   | 42             |
| Scottish Albums Chart (OCC) | 19             |
| UK Albums Chart (OCC)       | 28             |

## Personal
Fightstar
- Charlie Simpson – voz principal, guitarra rítmica, teclados, letras
- Alex Westaway – guitarra principal, voz, letras
- Dan Haigh – bajo, diseño
- Omar Abidi – batería, percusión